# Sága
Pour les articles homonymes, voir Saga (homonymie).

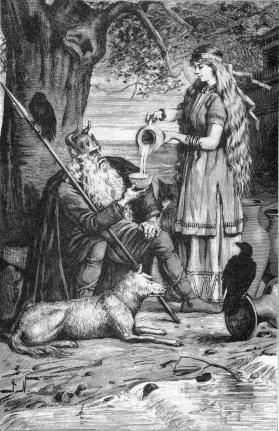
Sága servant à Odin une boisson dans une coupe d'or dans une illustration de 1893 par Jenny Nyström.

Dans la mythologie nordique, Sága est la déesse (Asyne) des contes et de légendes ainsi que la femme de Vígríd.
Elle est la fille d'Odin et la sœur de Thor. Elle est citée juste après Frigg dans la liste des Asynes
Elle habite Sökkvabekkr, une très belle demeure de l'Ásgard qui a une source d'hydromel au milieu. Chaque jour, elle apporte une coupe en or remplie de cette boisson à son père.

## Sources
Snorri Sturluson, Edda en prose Gylfaginning, 35. 